# Четырёхточечная блестянка
Четырёхточечная блестянка (Glischrochilus quadripunctatus) — вид жуков-блестянок. Длина тела взрослых насекомых (имаго) 3—6,5 мм. Тело чёрное, блестящее. На каждом из надкрылий по два оранжевых пятна: треугольное у плеча и поперечное за серединой. Голова самцов гораздо больше, чем у самок. Особи проводят время под корой сосны и ели, преследуя короедов. Жуки встречаются на вытекающем соке деревьев.